# Kasted Kirke
Kasted Kirke er en kirke, der ligger i den nordøstlige ende af landsbyen Kasted, ca. 10 kilometer nordvest for Aarhus C.

## Historie
Kirken hørte i middelalderen formodentlig til Alling Kloster, som også ejede Kærbygård og gårde i Kasted by. 1. april 1699 blev kirketienden og kirkens øvrige indtægter af kongen overgivet til biskoppen i Aarhus, som beholdt kirken frem til 22. juni 1802, hvor sogneboerne fik skøde på kirketienden. 1. januar 1910 overgik kirken til selveje.
1. januar 1868 blev kirken anneks til Tilst Kirke efter førhen at have været anneks til Brabrand Kirke.

## Kirkebygningen
Kirkens næsten kvadratiske kor og skib er opført i romansk stil i granitkvadre, mens våbenhus og tårn er tilføjet omkring 1500. Det øverste af tårnet blev nedbrudt på et tidligt tidspunkt og først i 1935 blev det atter efter tegning af Aksel Skov ført op til en højde, hvor det stikker op over skibets tag. Samtidig med tilføjelsen af våbenhus og tårn fik koret krydshvælv og fik en kalkmalet dekoration.

## Gravminder
Langs tårnets nordmur er opstillet tre ældre gravsten og ved siden af, langs skibets vestmur, yderligere en. I det nordvestlige hjørne af kirkegården findes en monument over Anna Maria Mørch Secher, som døde i 1799. Monumentet er rejst af ægtefællen Ancher Jørgen Secher, som også af sine børn har fået en mindeplade på monumentet efter hans død i 1803. Monumentet er omgivet af fire store lindetræer og 12 granitborner med kraftige jernkæder imellem.
Monumentet består af en plint med en stele med buet gavl anbragt ovenpå, alt i sandsten. På forsiden af stelen ses et 94x76 cm stort relief i marmor, hvor ægtefællerne er hengivent vendt mod hinanden. Herunder ses en gravskrift på vers. På bagsiden ses mindepladen over manden og to runde marmorrelieffer: Et med kornsegl og hvedeaks, og et med draperet vase, kande, skriftrulle og vægt. Disse relieffer symboliserer de afdødes virksomhed.
Kunstneren bag monumentet er billedhuggeren Nicolai Dajon.

## Eksterne kilder og henvisninger
- Wikimedia Commons har flere filer relateret til Kasted Kirke
- Kasted Kirke – hjemmeside om kirkens historie
- Kasted Kirke hos KortTilKirken.dk
- Kasted Kirke hos danmarkskirker.natmus.dk (Danmarks Kirker, Nationalmuseet)